# Ajania abolinii
Ajania abolinii là một loài thực vật có hoa trong họ Cúc. Loài này được Kovalevsk. mô tả khoa học đầu tiên năm 1986.